# 後勝 (軍人)
後 勝（うしろ まさる、1914年8月7日 - 没年不詳）は、日本の陸軍軍人。最終階級は陸軍少佐。

## 略歴
広島県三原市出身。広島県立忠海中学校、陸軍士官学校（48期）卒。高田歩兵第30連隊に所属し、満州に派遣される。陸士予科区隊長歴任。陸軍大学校（57期）卒業後、1943年、参謀本部作戦課。
1944年、緬甸方面軍参謀。インパール作戦、雲南作戦等で活躍し、終戦後の1947年に病院船にて帰国。その後病気の治療・療養を経て、1958年に東洋紙業株式会社入社。副社長・最高顧問歴任。戦後は自らの戦争経験談を各地で講演していた。長男は、経営コンサルタントの後正武。

## 著書
- ビルマ戦記―方面軍参謀 悲劇の回想（2010年6月1日、光人社）ISBN 978-4769814764